# Formuła 2 – Paul Ricard 2018
Runda Formuły 2 na torze Circuit Paul Ricard – runda piąta mistrzostw Formuły 2 w sezonie 2018.

## Wyniki

### Sesja treningowa
| Nr | Kierowca     | Konstruktor | Czas     | Okr. |
| -- | ------------ | ----------- | -------- | ---- |
| 19 | Lando Norris | Carlin      | 1:45,562 | 20   |

### Kwalifikacje
Źródło: motorsport.com
| Poz. | Nr | Kierowca            | Konstruktor                     | Czas     | Poz. s. |
| ---- | -- | ------------------- | ------------------------------- | -------- | ------- |
| 1    | 8  | George Russell      | ART Grand Prix                  | 1:44,469 | 1       |
| 2    | 5  | Alexander Albon     | DAMS                            | 1:44,635 | 2       |
| 3    | 19 | Lando Norris        | Carlin                          | 1:44,781 | 3       |
| 4    | 18 | Sérgio Sette Câmara | Carlin                          | 1:45,092 | 4       |
| 5    | 14 | Luca Ghiotto        | Campos Vexatec Racing           | 1:45,109 | 5       |
| 6    | 7  | Jack Aitken         | ART Grand Prix                  | 1:45,143 | 6       |
| 7    | 1  | Artiom Markiełow    | Russian Time                    | 1:45,250 | 7       |
| 8    | 4  | Nyck de Vries       | Petramina Prema Theodore Racing | 1:45,269 | 8       |
| 9    | 20 | Louis Delétraz      | Charouz Racing System           | 1:45,278 | 9       |
| 10   | 6  | Nicholas Latifi     | DAMS                            | 1:45,482 | 10      |
| 11   | 11 | Maximilian Günther  | BWT Arden                       | 1:45,608 | 11      |
| 12   | 3  | Sean Gelael         | Petramina Prema Theodore Racing | 1:45,721 | 12      |
| 13   | 17 | Santino Ferrucci    | Trident                         | 1:45,739 | 13      |
| 14   | 9  | Roberto Merhi       | MP Motorsport                   | 1:45,753 | 14      |
| 15   | 21 | Antonio Fuoco       | Charouz Racing System           | 1:45,919 | 15      |
| 16   | 2  | Tadasuke Makino     | Russian Time                    | 1:45,945 | 16      |
| 17   | 16 | Arjun Maini         | Trident                         | 1:46,021 | 17      |
| 18   | 12 | Nirei Fukuzumi      | BWT Arden                       | 1:46,060 | 18      |
| 19   | 15 | Roy Nissany         | Campos Vexatec Racing           | 1:46,150 | 19      |
| 20   | 10 | Ralph Boschung      | MP Motorsport                   | 1:46,500 | 20      |
| Poz. | Nr | Kierowca            | Konstruktor                     | Czas     | Poz. s. |

### Główny wyścig

#### Wyścig
Źródło: motorsport.com
| P                 | + / –     | Nr | Kierowca            | Konstruktor                     | Okr. | Czas / Strata | Komentarz   |
| ----------------- | --------- | -- | ------------------- | ------------------------------- | ---- | ------------- | ----------- |
| 1                 | Bez zmian | 8  | George Russell      | ART Grand Prix                  | 30   | 58:28,750     |             |
| 2                 | 2         | 18 | Sérgio Sette Câmara | Carlin                          | 30   | +0:01,108     |             |
| 3                 | 2         | 14 | Luca Ghiotto        | Campos Vexatec Racing           | 30   | +0:37,879     |             |
| 4                 | 11        | 21 | Antonio Fuoco       | Charouz Racing System           | 30   | +0:43,655     |             |
| 5                 | 3         | 4  | Nyck de Vries       | Petramina Prema Theodore Racing | 30   | +0:45,680     |             |
| 6                 | 3         | 20 | Louis Delétraz      | Charouz Racing System           | 30   | +0:53,226     |             |
| 7                 | 3         | 6  | Nicholas Latifi     | DAMS                            | 30   | +1:16,951     |             |
| 8                 | 8         | 2  | Tadasuke Makino     | Russian Time                    | 30   | +1:17,343     |             |
| 9                 | 9         | 12 | Nirei Fukuzumi      | BWT Arden                       | 30   | +1:20,384     |             |
| 10                | 7         | 16 | Arjun Maini         | Trident                         | 30   | +1:30,605     |             |
| 11                | 5         | 7  | Jack Aitken         | ART Grand Prix                  | 30   | +1:32,469     |             |
| 12                | 1         | 11 | Maximilian Günther  | BWT Arden                       | 30   | +1:37,662     |             |
| 13                | Bez zmian | 17 | Santino Ferrucci    | Trident                         | 29   | +1 okr.       |             |
| 14                | 7         | 1  | Artiom Markiełow    | Russian Time                    | 29   | +1 okr.       |             |
| 15                | 4         | 15 | Roy Nissany         | Campos Vexatec Racing           | 29   | +1 okr.       |             |
| 16                | 13        | 19 | Lando Norris        | Carlin                          | 29   | +1 okr.       |             |
| Niesklasyfikowani |           |    |                     |                                 |      |               |             |
|                   |           | 5  | Alexander Albon     | DAMS                            | 18   | +12 okr.      | silnik      |
|                   |           | 10 | Ralph Boschung      | MP Motorsport                   | 12   | +18 okr.      | zawieszenie |
|                   |           | 3  | Sean Gelael         | Petramina Prema Theodore Racing | 7    | +23 okr.      | poślizg     |
| Zdyskwalifikowani |           |    |                     |                                 |      |               |             |
|                   |           | 9  | Roberto Merhi       | MP Motorsport                   | 30   | +0:33,072     | [ a ]       |
| P                 | + / –     | Nr | Kierowca            | Konstruktor                     | Okr. | Czas / Strata | Komentarz   |

Uwagi
1. ↑  Roberto Merhi został zdyskwalifikowany za nieprawidłowe ciśnienia w oponach.

#### Najszybsze okrążenie
| Nr | Kierowca      | Konstruktor                     | Czas     | Okr. |
| -- | ------------- | ------------------------------- | -------- | ---- |
| 4  | Nyck de Vries | Petramina Prema Theodore Racing | 1:47,085 | 26   |

### Sprint

#### Wyścig
Źródło: motorsport.com
| P                                                     | + / –     | Nr | Kierowca            | Konstruktor                     | Okr. | Czas / Strata | Komentarz         |
| ----------------------------------------------------- | --------- | -- | ------------------- | ------------------------------- | ---- | ------------- | ----------------- |
| 1                                                     | 3         | 4  | Nyck de Vries       | Petramina Prema Theodore Racing | 21   | 38:28,325     |                   |
| 2                                                     | 1         | 20 | Louis Delétraz      | Charouz Racing System           | 21   | +0:09,648     |                   |
| 3                                                     | 3         | 14 | Luca Ghiotto        | Campos Vexatec Racing           | 21   | +0:09,870     |                   |
| 4                                                     | 1         | 21 | Antonio Fuoco       | Charouz Racing System           | 21   | +0:16,678     |                   |
| 5                                                     | 11        | 19 | Lando Norris        | Carlin                          | 21   | +0:17,752     |                   |
| 6                                                     | 1         | 18 | Sérgio Sette Câmara | Carlin                          | 21   | +0:20,405     |                   |
| 7                                                     | 10        | 5  | Alexander Albon     | DAMS                            | 21   | +0:20,732     |                   |
| 8                                                     | 6         | 6  | Nicholas Latifi     | DAMS                            | 21   | +0:24,445     |                   |
| 9                                                     | 4         | 17 | Santino Ferrucci    | Trident                         | 21   | +0:35,726     |                   |
| 10                                                    | 5         | 15 | Roy Nissany         | Campos Vexatec Racing           | 21   | +0:41,643     |                   |
| 11                                                    | 1         | 11 | Maximilian Günther  | BWT Arden                       | 21   | +0:49,489     |                   |
| 12                                                    | 3         | 12 | Nirei Fukuzumi      | BWT Arden                       | 21   | +0:53,765     |                   |
| 13                                                    | 3         | 16 | Arjun Maini         | Trident                         | 21   | +0:59,010     |                   |
| 14                                                    | Bez zmian | 1  | Artiom Markiełow    | Russian Time                    | 20   | +1 okr.       | hamulce           |
| 15                                                    | 5         | 9  | Roberto Merhi       | MP Motorsport                   | 20   | +1 okr.       |                   |
| 16                                                    | 2         | 10 | Ralph Boschung      | MP Motorsport                   | 20   | +1 okr.       |                   |
| 17                                                    | 9         | 8  | George Russell      | ART Grand Prix                  | 19   | +2 okr.       |                   |
| 18                                                    | 1         | 3  | Sean Gelael         | Petramina Prema Theodore Racing | 19   | +2 okr.       | silnik/pożar      |
| Niesklasyfikowani                                     |           |    |                     |                                 |      |               |                   |
|                                                       |           | 2  | Tadasuke Makino     | Russian Time                    | 6    | +14 okr.      | bateria           |
| Nie wystartowali / niedopuszczeni do ponownego startu |           |    |                     |                                 |      |               |                   |
|                                                       |           | 7  | Jack Aitken         | ART Grand Prix                  | 0    |               | awaria na starcie |
| P                                                     | + / –     | Nr | Kierowca            | Konstruktor                     | Okr. | Czas / Strata | Komentarz         |

#### Najszybsze okrążenie
| Nr | Kierowca       | Konstruktor   | Czas     | Okr. |
| -- | -------------- | ------------- | -------- | ---- |
| 10 | Ralph Boschung | MP Motorsport | 1:47,827 | 15   |

#### Premia za najszybsze okrążenie w TOP 10
| Nr | Kierowca      | Konstruktor                     | Czas     | Okr. |
| -- | ------------- | ------------------------------- | -------- | ---- |
| 4  | Nyck de Vries | Petramina Prema Theodore Racing | 1:48,996 | 13   |

## Klasyfikacja po zakończeniu rundy

### Kierowcy
| P  | +/− | Kierowca            | Starty | Punkty | P1 | P2 | P3 | PP | NO | NS |
| -- | --- | ------------------- | ------ | ------ | -- | -- | -- | -- | -- | -- |
| 1  | 0   | Lando Norris        | 10     | 104    | 1  | –  | 3  | 1  | 1  | –  |
| 2  | +2  | George Russell      | 10     | 91     | 3  | –  | –  | 1  | 2  | 2  |
| 3  | +3  | Nyck de Vries       | 10     | 75     | 1  | 2  | –  | –  | 3  | 3  |
| 4  | −1  | Alexander Albon     | 10     | 73     | 1  | 1  | –  | 3  | –  | 3  |
| 5  | −3  | Artiom Markiełow    | 10     | 71     | 2  | –  | 1  | –  | 2  | 2  |
| 6  | +1  | Sérgio Sette Câmara | 8      | 68     | –  | 2  | 1  | –  | –  | 2  |
| 7  | +1  | Antonio Fuoco       | 9      | 59     | 1  | –  | 1  | –  | 1  | –  |
| 8  | −3  | Jack Aitken         | 9      | 49     | 1  | 1  | –  | –  | –  | 1  |
| 9  | +4  | Luca Ghiotto        | 10     | 47     | –  | –  | 2  | –  | –  | 2  |
| 10 | +1  | Louis Delétraz      | 10     | 44     | –  | 2  | –  | –  | –  | 2  |
| 11 | −1  | Nicholas Latifi     | 10     | 33     | –  | –  | 1  | –  | 1  | –  |
| 12 | −3  | Sean Gelael         | 10     | 29     | –  | 1  | –  | –  | –  | 4  |
| 13 | −1  | Roberto Merhi       | 9      | 23     | –  | –  | 1  | –  | –  | 2  |
| 14 | 0   | Arjun Maini         | 10     | 23     | –  | –  | –  | –  | –  | 2  |
| 15 | 0   | Maximilian Günther  | 10     | 20     | –  | 1  | –  | –  | –  | 2  |
| 16 | 0   | Ralph Boschung      | 10     | 10     | –  | –  | –  | –  | –  | 5  |
| 17 | +1  | Tadasuke Makino     | 10     | 8      | –  | –  | –  | –  | –  | 3  |
| 18 | −1  | Santino Ferrucci    | 9      | 4      | –  | –  | –  | –  | –  | –  |
| 19 | 0   | Nirei Fukuzumi      | 10     | 4      | –  | –  | –  | –  | –  | 1  |
| 20 | 0   | Roy Nissany         | 8      | 0      | –  | –  | –  | –  | –  | 3  |
| P  | +/− | Kierowca            | Starty | Punkty | P1 | P2 | P3 | PP | NO | NS |

### Zespoły
| P  | +/− | Konstruktor                     | Starty | Punkty | P1 | P2 | P3 | PP | NO | NS |
| -- | --- | ------------------------------- | ------ | ------ | -- | -- | -- | -- | -- | -- |
| 1  | 0   | Carlin                          | 18     | 172    | 1  | 2  | 4  | 1  | 1  | 2  |
| 2  | 0   | ART Grand Prix                  | 19     | 140    | 4  | 1  | –  | 1  | 2  | 3  |
| 3  | 0   | DAMS                            | 20     | 106    | 1  | 1  | 1  | 3  | 1  | 3  |
| 4  | +1  | Petramina Prema Theodore Racing | 20     | 104    | 1  | 3  | –  | –  | 3  | 7  |
| 5  | +1  | Charouz Racing System           | 19     | 103    | 1  | 2  | 1  | –  | 1  | 2  |
| 6  | −2  | Russian Time                    | 20     | 79     | 2  | –  | 1  | –  | 2  | 5  |
| 7  | +2  | Campos Vexatec Racing           | 20     | 47     | –  | –  | 2  | –  | –  | 5  |
| 8  | −1  | MP Motorsport                   | 19     | 33     | –  | –  | 1  | –  | –  | 7  |
| 9  | −1  | Trident                         | 19     | 27     | –  | –  | –  | –  | –  | 2  |
| 10 | 0   | BWT Arden                       | 20     | 24     | –  | 1  | –  | –  | –  | 3  |
| P  | +/− | Konstruktor                     | Starty | Punkty | P1 | P2 | P3 | PP | NO | NS |